# Kljoetsjevskaja-vulkanengroep

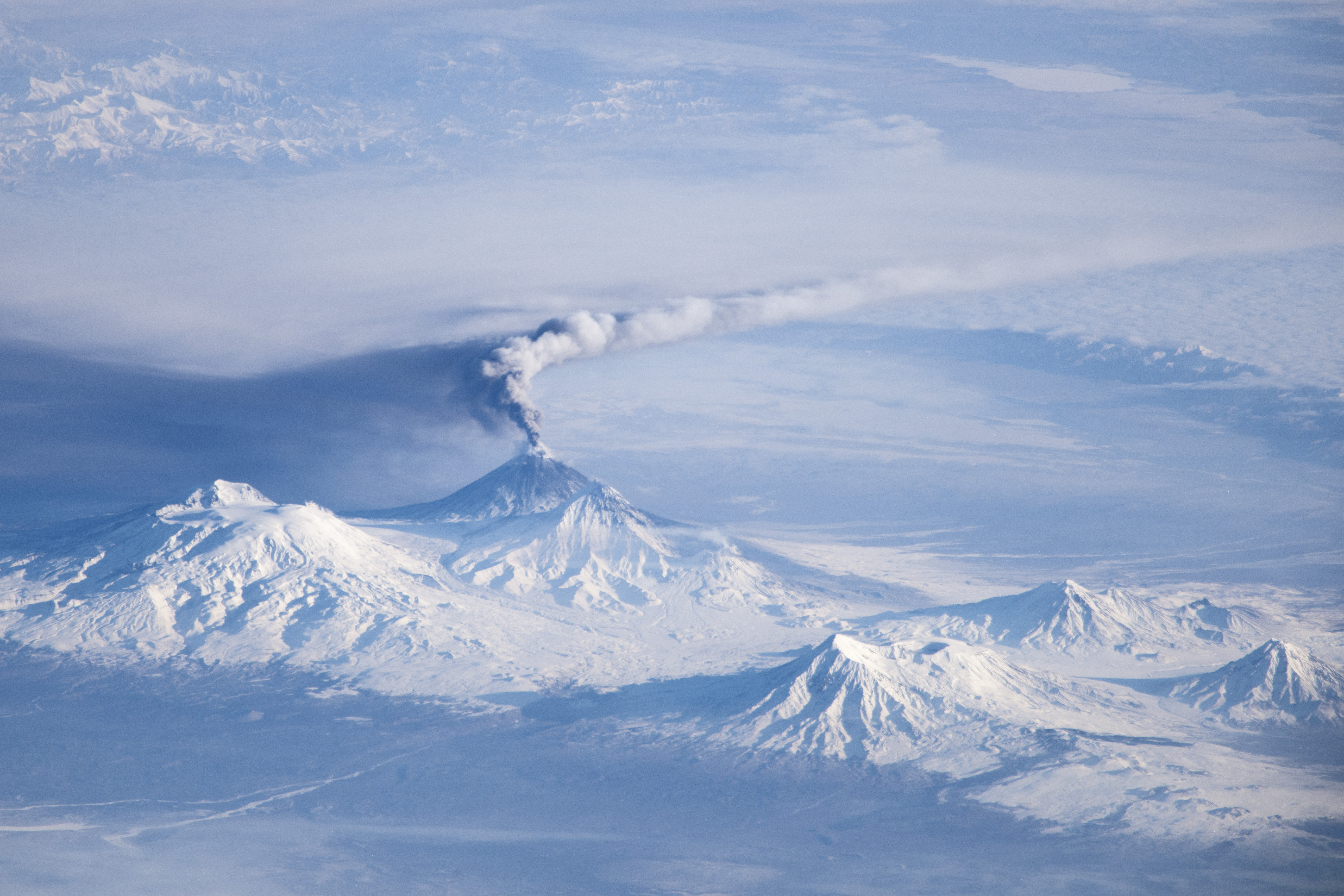
Uitbarsting van de Kljoetsjevskaja Sopka. Van links naar rechts zijn verder de vulkanen Oesjkovski, Bezymjanny (in het midden; met een kleine uitbarsting), Tolbatsjik, Zimina en Bolsjaja Oedina zichtbaar.

De Kljoetsjevskaja-vulkanengroep (Russisch: Ключевская группа вулканов; Kljoetsjevskaja groeppa voelkanov) is een vulkanisch gebied in de vulkanisch-tektonische depressie van Centraal-Kamtsjatka op het Russische schiereiland Kamtsjatka. Met een oppervlakte van 6.500 km² is het de grootste vulkanengroep van Kamtsjatka en Rusland. Het vormt onderdeel van het Natuurpark Kljoetsji.
De vulkanen liggen in het centrale deel van het schiereiland Kamtsjatka, rond de benedenloop van de rivier de Kamtsjatka en zijn zijrivieren Tolbatsjik, Linker en Rechter Tolbatsjik, Soechaja Chapitsa en Stoedjonaja.
Geologisch ligt de vulkanengroep op de kruising van de vulkanische gordels 'Koerilen-Kamtsjatka' en de Aleoetische gordel. De leeftijd wordt door wetenschappers geschat op een paar honderdduizend jaar.
De groep telt 14 vulkanen, waaronder 4 actieve:
| Vulkaan                          | Activiteit | Coördinaten             | Hoogte (m) | Laatste uitbarsting |
| -------------------------------- | ---------- | ----------------------- | ---------- | ------------------- |
| Bezymjanny                       | actief     | 55° 58′ NB, 160° 36′ OL | 2882       | 2012                |
| Bolsjaja Oedina                  | uitgedoofd | 55° 56′ NB, 160° 45′ OL | 2923       | onbekend            |
| Chartsjinski                     | uitgedoofd | 56° 26′ NB, 160° 34′ OL | 1400       | onbekend            |
| Kamen                            | uitgedoofd | 56° 1′ NB, 160° 45′ OL  | 4575       | onbekend            |
| Kljoetsjevskaja Sopka            | actief     | 56° 3′ NB, 160° 39′ OL  | 4750       | onbekend            |
| Malaja Oedina                    | uitgedoofd | 55° 45′ NB, 160° 37′ OL | 1945       | onbekend            |
| Oesjkovski (Ploskaja Dalnjaja)   | actief     | 56° 4′ NB, 160° 29′ OL  | 3943       | 1890                |
| Ostraja Zimina                   | uitgedoofd | 55° 57′ NB, 160° 37′ OL | 2744       | onbekend            |
| Ovalnaja Zimina                  | uitgedoofd | 55° 52′ NB, 160° 37′ OL | 3081       | ca. 500 v.Chr.-0    |
| Ploskaja Blizjnjaja (Krestovski) | uitgedoofd | 56° 7′ NB, 160° 30′ OL  | 4057       | onbekend            |
| Srednjaja                        | uitgedoofd | 56° 7′ NB, 160° 33′ OL  | 2978       | onbekend            |
| Ostry Tolbatsjik                 | uitgedoofd | 55° 57′ NB, 160° 25′ OL | 3682       | Onbekend            |
| Ploski Tolbatsjik                | actief     | 55° 49′ NB, 160° 24′ OL | 3085       | 2013                |
| Zaretsjny                        | uitgedoofd | 56° 23′ NB, 160° 45′ OL | 754        | onbekend            |

Daarnaast zijn er binnen de vulkanengroep nog ongeveer 400 kleinere vulkanische formaties, waaronder lavakoepels, sintelkegels en extrusieve koepels. De vulkanengroep vormt samen met de actieve vulkaan Sjiveloetsj het noordelijkste deel van de oostelijke vulkanische zone van Kamtsjatka.